# Долга Брда
Долга Брда (словен. Dolga Brda) је насељено место у општини Преваље, Корушка регија, Словенија.

## Историја
До територијалне реорганизације у Словенији била су у саставу старе општине Равне на Корошкем.

## Становништво
У попису становништва из 2011. године, Долга Брда је имала 335 становника.
| Број становника према пописима | Број становника према пописима | Број становника према пописима |
| ------------------------------ | ------------------------------ | ------------------------------ |
| 1991                           | 2002                           | 2011                           |
| 235                            | 296                            | 335                            |

## Галерија
- детаљ
- спомен-плоча двојици словеначких погинулих полицајаца у борби за гранични прелаз Холмец, 1991. године

## Такође види
- Случај Холмец